# Protea aurea
Protea aurea är en tvåhjärtbladig växtart. Protea aurea ingår i släktet Protea och familjen Proteaceae.

## Underarter
Arten delas in i följande underarter:
- P. a. aurea
- P. a. potbergensis